# Gorgonzola (ser)

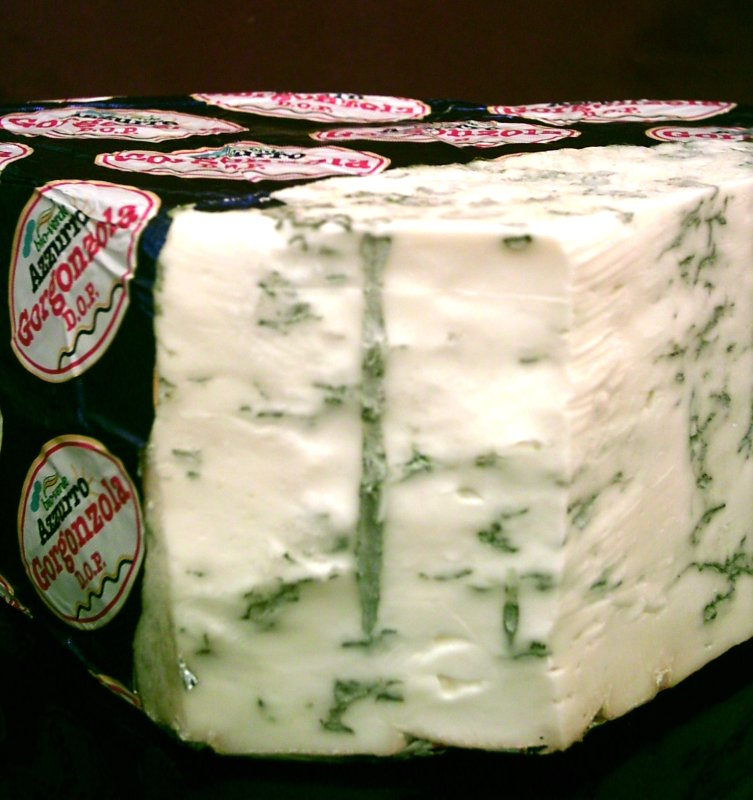
Ser Gorgonzola

Gorgonzola – podpuszczkowy, miękki, dojrzewający, niebieski ser pleśniowy pochodzący z północnych Włoch, z regionu Lombardia. Jego nazwa pochodzi od miejscowości Gorgonzola, gdzie produkowany jest od roku 879 (istnieją jednak inne miasta, które domagają się przyznania im miana „ojczyzny” tego sera).
Produkowany jest z mleka krowiego i poprzerastany zielonkawymi żyłkami pleśni Penicillium glaucum. Dojrzewanie: 3 do 4 miesięcy.
Dostępne w sprzedaży są dwa rodzaje sera Gorgonzola: naturalny, bardziej suchy z zauważalnie większą ilością pleśni oraz śmietankowy, do produkcji którego używa się mleka wzbogaconego śmietanką.